# ビスナウイルス
ビスナウイルス(Visna virus)とはレトロウイルス科レンチウイルス属のウイルスであり、ヒツジに脳炎と慢性肺炎を引き起こす。同義語としてマエディ・ビスナウイルス(Maedi-Visna virus)。病変が脳で現れる場合をビスナ、肺で現れる場合をマエディと呼ぶ。